# Centromyrmex secutor
Centromyrmex secutor là một loại kiến mới được phát hiện bởi Bolton, B. & Fisher, B. L. vào năm 2008.